# Domaine de Koromo
 (septembre 2016).

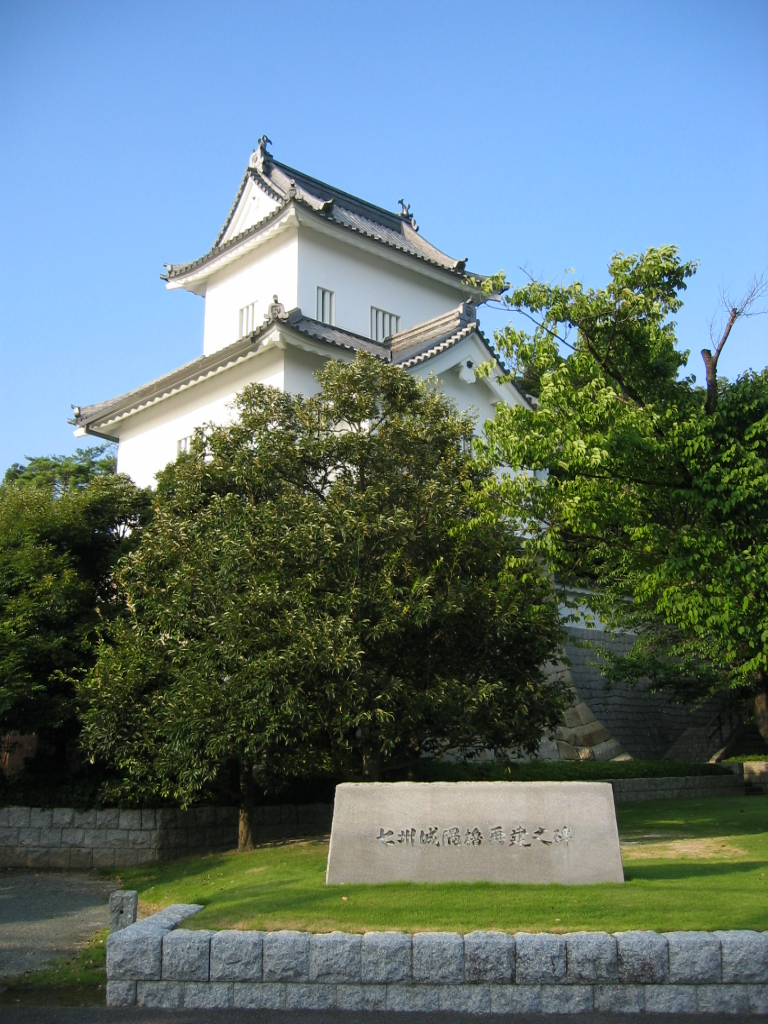
Yagura du château de Koromo (reconstruite).

Le domaine de Koromo (挙母藩, Koromo-han) est un domaine féodal japonais de l'époque d'Edo, situé dans ce qui est de nos jours la ville de Toyota dans la préfecture d'Aichi, et dont le quartier général se trouve au château de Koromo.

## Histoire
Une fortification est érigée près de l'actuel emplacement du château de Koromo à l'époque de Kamakura tandis que la zone est disputée entre les clans Imagawa et Oda. Après l'établissement du shogunat Tokugawa, le clan Miyake (auparavant de Tahara) est autorisé à retourner à Mikawa et reçoit un domaine de 10 000 koku sur les rives de la rivière Yasaku. En 1600, Yasusada Miyake construit une résidence fortifiée (jin'ya) à environ un kilomètre du site de la fortification originale et l'entoure de cerisiers ornementaux. La résidence est surnommée Sakura-jō (桜城).
Les Miyake déplacent le site de leur domaine au domaine de Kameyama dans la province d'Ise en 1619 mais reviennent à Koromo de 1636 à 1674. Cette année-là, ils sont finalement autorisés à retourner dans leur ancestral domaine de Tahara. Koromo devient alors un territoire tenryō directement gouverné par le shogunat Tokugawa qui nomme des daikan administrateurs en 1688.
En 1688, une branche du clan Honda est transférée à Koromo en provenance du domaine d'Ishikawa dans la province de Mutsu, y restant jusqu'en 1749 quand elle est transférée au domaine de Sagara. Les Honda sont remplacés par une branche du clan Naitō en provenance du domaine d'Annaka dans la province de Kōzuke. Les Naitō gouvernent pendant les cent vingt années qui suivent jusqu'à la restauration de Meiji et sont autorisés à construire le modeste château de Koromo pour quartier général. Deux des daimyos du clan Naitō, Masanari et Masahiro, frères ainés de Naosuke Ii, sont adoptés par la famille.
Entre 1836 et 1838, le domaine est affecté par de mauvaises récoltes et par la famine Tenpō qui entraîne d'importantes révoltes paysannes. En 1854, la ville est en grande partie détruite par le séisme de l'ère Ansei et entre appauvri dans la période du Bakumatsu et avec un daimyō qui n'est pas encore majeur. Le mouvement Ee ja nai ka rencontre un puissant soutien au sein du domaine. Bien que le domaine de Koromo ait envoyé quelques troupes pour garder le Tōkaidō et le château de Sunpu durant la guerre de Boshin, ces troupes se rendent sans résistance au nouveau gouvernement de Meiji.
Après l'abolition du système han en juillet 1871, le domaine devient la « préfecture de Koromo » qui devient plus tard la préfecture de Nukata puis enfin la préfecture d'Aichi.
Le domaine de Koromo n'est pas un territoire homogène d'un seul tenant mais comprend 25 villages dans le district de Kamo, 6 villages dans le district voisin de Shitara à Mikawa, 12 villages dans le district de Kumehokujo, province de Mimasaka, 8 villages dans le district de Shūchi et le district de Haibara, ces deux derniers dans la province de Totomi.

## Liste des daimyos
- Clan Miyake (fudai) 1604-1619 ; 1636-1664

| # | Nom                         | Dates     | Titre          | Rang                    | revenus     |
| - | --------------------------- | --------- | -------------- | ----------------------- | ----------- |
| 1 | Miyake Yasusada (三宅康貞)  | 1604-1619 | Aucun          | 5e inférieur (従五位下) | 10 000 koku |
| 2 | Miyake Yasunobu (三宅康信)  | 1620-1632 | Echigo-no-kami | 5e inférieur (従五位下) | 10 000 koku |
| 3 | Miyake Yasumori (三宅康盛)  | 1632-1636 | Daizen-no-suke | 5e inférieur (従五位下) | 10 000 koku |
| 4 | Miyake Yasukatsu (三宅康勝) | 1658-1664 | Noto-no-kami   | 5e inférieur (従五位下) | 10 000 koku |

- Période tenryō, contrôle direct du shogunat Tokugawa sur la province de Mikawa, 1664-1681.

1. Toriyama Kiyotoshi
2. Toriyama Kiyoaki
3. Toriyama Kiyomoto
4. Toriyama Kiyonaga

- Clan Honda (fudai) 1681-1749

| # | Nom                                 | Dates     | Titre             | Rang                    | Revenus     |
| - | ----------------------------------- | --------- | ----------------- | ----------------------- | ----------- |
| 1 | Honda Tadatoshi (本多忠利)          | 1681-1700 | Yamashiro-no-kami | 5e inférieur (従五位下) | 20 000 koku |
| 2 | Honda Tadatsugu (Koromo) (本多忠次) | 1700-1711 | Yamashiro-no-kami | 5e inférieur (従五位下) | 20 000 koku |
| 3 | Honda Tadanaga (本多忠央)           | 1711-1749 | Nagato-no-kami    | 5e inférieur (従五位下) | 20 000 koku |

- Clan Naitō (fudai) 1749-1871

| # | Nom                        | Dates     | Titre             | Rang                    | Revenus     |
| - | -------------------------- | --------- | ----------------- | ----------------------- | ----------- |
| 1 | Naitō Masamitsu (内藤政苗) | 1749-1766 | Tamba-no-kami     | 5e inférieur (従五位下) | 20 000 koku |
| 2 | Naitō Satobumi (内藤学文)  | 1766-1794 | Yamashiro-no-kami | 5e inférieur (従五位下) | 20 000 koku |
| 3 | Naitō Masamichi (内藤政峻) | 1794-1813 | Yamashiro-no-kami | 5e inférieur (従五位下) | 20 000 koku |
| 4 | Naitō Masanari (内藤政成)  | 1813-1830 | Yamashiro-no-kami | 5e inférieur (従五位下) | 20 000 koku |
| 5 | Naitō Masahiro (内藤政優)  | 1830-1851 | Tamba-no-kami     | 5e inférieur (従五位下) | 20 000 koku |
| 6 | Naitō Masabumi (内藤政文)  | 1851-1858 | Yamashiro-no-kami | 5e inférieur (従五位下) | 20 000 koku |
| 7 | Naitō Masanari (内藤政成)  | 1858-1871 | Tamba-no-kami     | 5e inférieur(従五位下)  | 20 000 koku |

## Source de la traduction
- (en) Cet article est partiellement ou en totalité issu de l’article de Wikipédia en anglais intitulé « Koromo Domain » (voir la liste des auteurs).